# ميشيل كمون

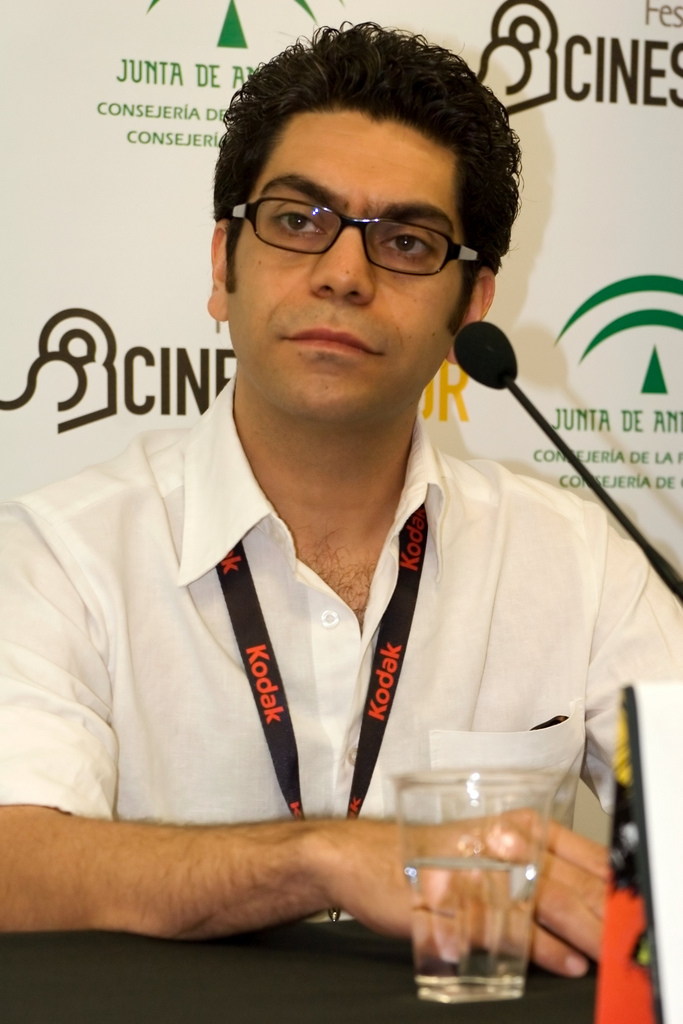
تعليق

ميشال كمون (بالفرنسية: Michel Kammoun)‏ هو مخرج سينمائي لبناني.

## المهنة
```
 بعد دراسة الهندسة في 
لبنان
 التحق 
بمعهد السينما في باريس
.قام بكتابة وإخراج العديد من 
الأفلام القصيرة
 منها
```

- Cathodique (1993), Shadows (1995),

The Shower (1999), Clowning Around/The Vanishing Rabbits (2003*
).شاركت أفلامه في العديد من المهرجانات الدولية وتم عرضها في دول كثيرة منها الولايات المتحد الأمريكية، كندا ,سويسرا، سنغافورة ,ألمانيا، إيطاليا ,فرنسا..... وقد قام أيضاً بإخراج اعلانات واقام ورش عمل للكتابة في لبنان. يعيش ميشال حالياً بين بيروت وباريس.

## قائمة الافلام
Cathodique (1993)
```
   * Shadows (1995)
   * The Shower(1999)
   * Clowning Around/The Vanishing Rabbits (2003)
   * Falafel(2006
```

## روابط خارجية
- ميشيل كمون على موقع IMDb (الإنجليزية)
- ميشيل كمون على موقع ألو سيني (الفرنسية)
- ميشيل كمون على موقع قاعدة بيانات الفيلم (الإنجليزية)